# Stiftung Industrieforschung
Die Stiftung Industrieforschung ist eine Stiftung deutschen Rechts mit Sitz in Köln. Bis 1988 trug sie den Namen „Stiftung zur Förderung der Forschung für die gewerbliche Wirtschaft“. Sie wurde 1974 anlässlich der Fusion der „Deutschen Industriebank“ mit der „Industriekreditbank“ zur IKB Deutsche Industriebank gegründet.
Die Stiftung hat den Zweck, die Forschung auf den die gewerbliche Wirtschaft, namentlich die kleinen und mittleren Unternehmen, besonders interessierenden Gebieten der Betriebswirtschaft, der Organisation und der Technik zu fördern. Eine gelungene Umsetzung der Forschungsergebnisse in die mittelständische Praxis ist das zentrale Erfolgskriterium der Stiftungsarbeit. Die Stiftung hielt bis Anfang 2008 einen Anteil von 10,7 % an der IKB Deutsche Industriebank, der inzwischen auf einen kleinen Rest abgeschmolzen ist. Die Stiftung hat sich bis 2006 aus den Dividendenerträgen der IKB finanziert. An den mehrfachen Stützungsmaßnahmen zur Rettung der IKB hat sich die Stiftung auch mangels Masse nicht beteiligt.